# Jinjipu
Jinjipu é uma subdivisão do Distrito de Litong, que por sua vez faz parte da cidade de Wuzhong, localizada na região autônoma de Hui du Ningxia na República Popular da China.
Em 1871, a cidade foi palco de uma importante batalha durante a Revolta Dungan